# Otto Creutzfeldt

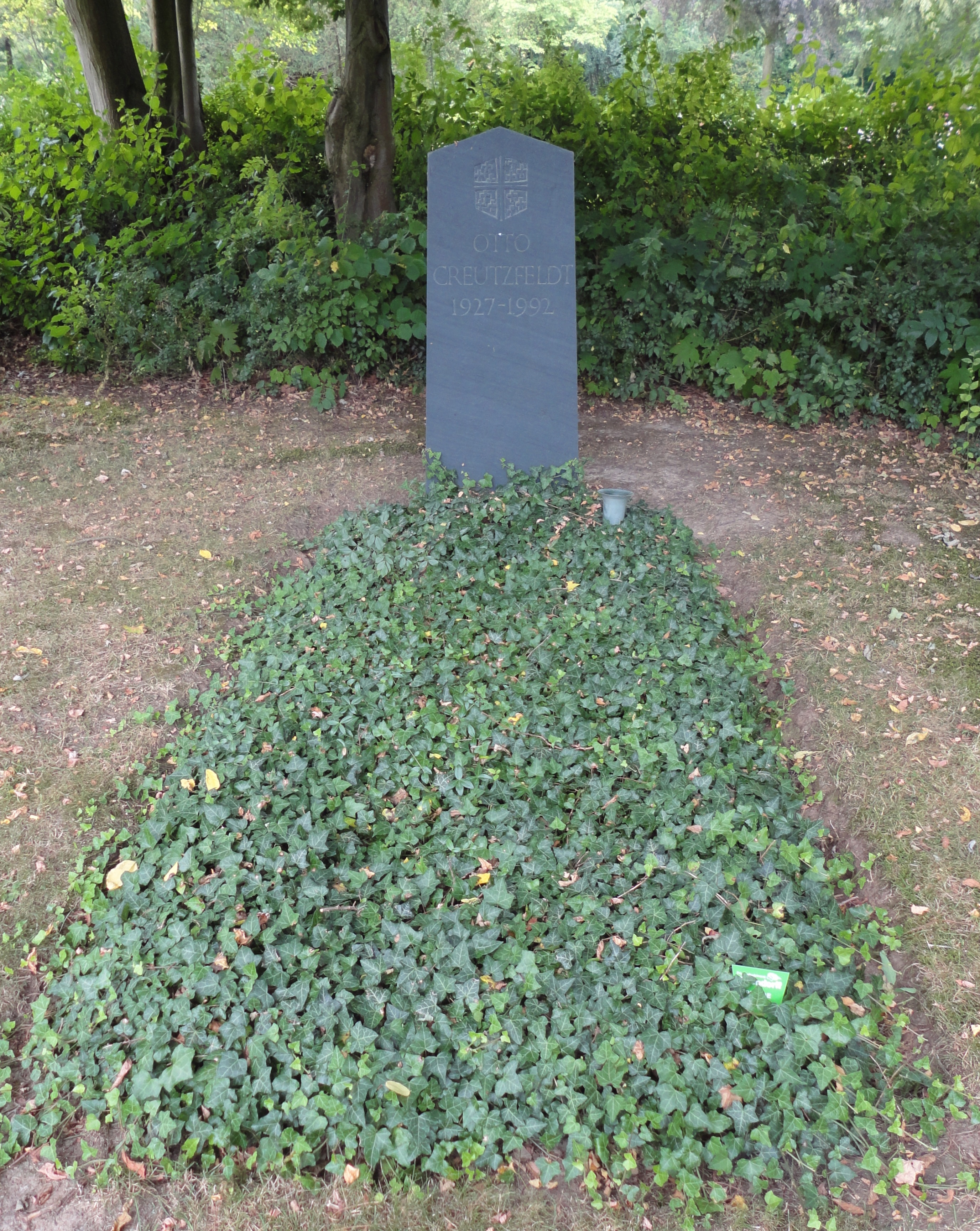
Göttingen, Parkfriedhof Junkerberg, Ehrengrab von Otto Creutzfeldt

Otto Detlev Creutzfeldt (* 1. April 1927 in Berlin; † 23. Januar 1992) war ein deutscher Neurophysiologe.

## Leben
Creutzfeldt war der jüngste Sohn des Neurologen Hans Gerhard Creutzfeldt, Bruder des Internisten Werner Creutzfeldt (1924–2006) und Enkel von Werner Sombart. Er studierte Medizin an der Albert-Ludwigs-Universität Freiburg, wo er 1953 bei Richard Jung über ein Thema aus dem Gebiet der Neurophysiologie promovierte. 1962 wurde er Mitarbeiter am Max-Planck-Institut für Psychiatrie in München, ab 1965 war er dort Direktor der Abteilung Neurophysiologie. Ab 1971 war er bis zu seinem Tod 1992 Direktor der Abteilung Neurobiologie am Max-Planck-Institut für biophysikalische Chemie in Göttingen. 1991 wurde er zum korrespondierenden Mitglied der Göttinger Akademie der Wissenschaften gewählt.
Creutzfeldt hat eine Reihe von bedeutenden Neurobiologen ausgebildet, unter anderem den späteren Nobelpreisträger Bert Sakmann,  den Cambridge-Professor Wolfram Schultz und die Max-Planck-Direktoren Wolf Singer, Henning Scheich und Heinz Wässle sowie die Princeton-Professorin Sabine Kastner und den Professor an der Ruhr-Universität Bochum Christoph von der Malsburg. 
Er wurde 1990 mit dem Ernst-Hellmut-Vits-Preis und 1992 mit dem Zülch-Preis ausgezeichnet.

## Werke
- O. D. Creutzfeldt: Cortex cerebri. Leistung, strukturelle und funktionelle Organisation der Hirnrinde. Springer, Berlin 1983, ISBN 3-540-12193-5